# Кан-киро
Кан-киро, полное название Кан-киро веддаарди лургва, что переводится как «Именем богини да правит миром любовь» — боевое искусство в мире Волкодава Марии Семёновой. Прообразом кан-киро послужило айкидо.

## Описание
Волкодав заставил отрока сунуться носом вперёд и пробежать с разинутым ртом три лишних шага, а потом с силой прянул назад, взяв его вооружённую руку в живодёрский захват. Что-то влажно затрещало и подалось, распадаясь под его пальцами, меч выпал наземь. Волкодав весьма сомневался, что эта рука, только что унижавшая несчастную Ане, сможет когда-нибудь удержать хотя бы ложку.— Конан против Волкодава, статья в журнале Мир Фантастики № 95 июль 2011, автор — Александр Гагинский
Технический арсенал кан-киро включает в себя заломы, броски и болевые приемы и позволяет более слабому противнику победить физически более крепкого и сильного за счет техники (например кнесинка Елень при помощи кан-киро смогла одолеть боярина Крута). Взаимосвязь кан-киро с реальными боевыми искусствами неизвестна, однако Александр Гагинский в своей статье в журнале «Мир фантастики» сравнивает мастера кан-киро Волкодава с бойцом айкидо, а литературный создатель Волкодава и кан-киро Мария Семёнова занималась именно айкидо.
Само по себе кан-киро представлено как часть религиозного учения культа богини Кан. Согласно легенде изложенной в книгах Марии Семёновой, некогда Кан подарила боевое искусство людям для достижения гармонии, любви и мира.
Как правило, боевое искусство практикуют жрицы богини, однако изредка, в качестве исключения, кан-киро обучаются не относящиеся к культу личности. К примеру Волкодав обучался кан-киро у жрицы Кендарат, она же, вместе с Волкодавом, по принуждению жреца Хономера обучала его воинов. Волкодав обучал приёмам кан-киро всех желающих, кого посчитает достойными.
Кан-киро описывается как довольно смертоносное искусство, но вместе с тем имеет особый кодекс. Согласно кодексу запрещается использовать боевые приемы в агрессивных целях и только в крайнем случае — для отражения насилия и самозащиты. Так как кан-киро имеет прямое отношение к религиозному учению, духовная составляющая играет не менее важную роль нежели физическая. Поэтому ученики являются довольно начитанными и образованными.

## Кан-киро в экранизации
Кан-киро было показано в фильмах о Волкодаве. В полнометражной ленте постановкой боевых сцен занимался специалист Густав Куселица, известный по постановкам боёв для фильмов Сердце дракона, Гладиатор и других.

## Отзывы
- Мария Семёнова: «Там, где я занималась айкидо, „великого воина“ Конана с его боевыми ухватками засмеяли бы пятнадцатилетние девочки. Так что Волкодав Конану, извините, морду набил бы, причём не особо вспотев.»[1]
- Режиссёр Николай Лебедев в ответ на вопрос журналиста: «Наш фильм — не пособие по кан-киро, это, прежде всего, человеческая история.»[3]